# Damien Chazelle
Damien Sayre Chazelle, född 19 januari 1985 i Providence, Rhode Island, är en amerikansk regissör och manusförfattare. 
Chazelle regisserade och författade den femfaldigt Oscar-nominerade dramafilmen Whiplash från 2014, för vilken han nominerades till en Oscar för bästa manus efter förlaga. Vid Golden Globe-galan 2017 vann han pris för såväl regi som manus för La La Land.
Chazelle blev 2017 den genom tiderna yngste Oscar-vinnaren för bästa regi med filmen La La Land.

## Filmografi

### Långfilmer
- 2009 – Guy and Madeline on a Park Bench - regi, manus, produktion, filmfoto, filmklippning
- 2013 – Grand Piano - manus
- 2013 – The Last Exorcism Part II - manus
- 2014 – Whiplash - regi, manus
- 2016 – 10 Cloverfield Lane - manus
- 2016 – La La Land - regi, manus
- 2018 – First Man - regi, produktion
- 2022 – Babylon - regi, manus

### Kortfilmer
- 2013 – Whiplash –  regi, manus

### TV-serier
- 2020 – The Eddy